# Садгород (посёлок)
Садго́род — посёлок в Кинель-Черкасском районе Самарской области. Административный центр сельского поселения Садгород.

## География
Посёлок находится на расстоянии примерно 21 км (по прямой) к юго-западу от села Кинель-Черкассы, административного центра района.

### Часовой пояс
Посёлок Садгород, как и вся Самарская область, находится в часовой зоне МСК+1. Смещение применяемого времени относительно UTC составляет +4:00.

## История
Основан как хутор Карповский в 1888 году помещиком Егором Карповым. В 1927 хутор вошёл в зерносовхоз имени Ворошилова и получил новоё название. С 1945 года — в составе Тимашевского птицесовхоза. В 1960-х годах шло широкое строительство социальных объектов.

## Население
| 2010 |
| ---- |
| 1964 |

### Национальный состав
Согласно результатам переписи 2002 года, в национальной структуре населения русские составляли 89 % из 1950 чел.

## Улицы
| - ул. Зелёная, - ул. Кооперативная, - ул. Ленина, - ул. Новосадовая, - ул. Первомайская, | - ул. Полевая, - ул. Садовая, - ул. Северная, - ул. Школьная, - ул. Шоферская. |